# Doubravice (Nečtiny)
Doubravice (dříve Německá Doubravice, německy Deutsch Dobrawitz) je vesnice, část obce Nečtiny v severozápadní části okresu Plzeň-sever v Plzeňském kraji. Katastrální území Doubravice u Nečtin měří 187,63 ha.

## Historie
Ves je poprvé písemně zmiňována v roce 1239 jako majetek benediktinského kláštera v Kladrubech. Roku 1381 držel Doubravici Bušek Calta z nedaleké Kamenné Hory, od roku 1410 byla součástí panství Štědrá, po roce 1489 panství Toužim. V letech 1572–1651 byla součástí panství Žlutice, které vlastnili Kokořovci. Od roku 1651 připadla pod nečtinské panství. Po druhé světové válce se ves pozvolna stala rekreační lokalitou. V roce 2000 se v Doubravici a okolí natáčel český Cesta z města.

## Přírodní poměry
Doubravice se nachází pět kilometrů východně od Manětína a 1,6 kilometru severně od Nečtin. Ves leží na jižním svahu osamocené stolové hory Kozelka, terén pozvolně klesá jihovýchodním směrem ke korytu Starého potoka.
Stolová hora Kozelka leží v bezprostřední blízkosti vsi, z vyššího vrcholu je výhled do okolí ve směru na Nečtiny. Obvod hory je tvořen čedičovými skalními útvary zvanými Zkamenělé stádo, které jsou chráněné stejnojmennou přírodní rezervací a zároveň slouží horolezcům jako cvičná stěna.
Na druhé straně údolí Starého potoka začíná rozsáhlý lesní komplex přírodního parku Manětínská. Doubravice sousedí s Újezdem na severovýchodě, s Lešovicemi na východě, s Nečtinami na jihu, s Kamennou Horou na západě a s Potokem na severozápadě.

## Obyvatelstvo
Při sčítání lidu v roce 1921 zde žilo 64 obyvatel (z toho 31 mužů), z nichž byli tři Čechoslováci a 61 Němců. Kromě jednoho člena církve československé byli římskými katolíky. Podle sčítání lidu z roku 1930 měla vesnice 72 obyvatel: pět Čechoslováků a 67 Němců. Až na šest lidí bez vyznání se ostatní hlásili k římskokatolické církvi.
| Rok            | 1869 | 1880 | 1890 | 1900 | 1910 | 1921 | 1930 | 1950 | 1961 | 1970 | 1980 | 1991 | 2001 | 2011 | 2021 |
| -------------- | ---- | ---- | ---- | ---- | ---- | ---- | ---- | ---- | ---- | ---- | ---- | ---- | ---- | ---- | ---- |
| Počet obyvatel | 65   | 63   | 67   | 62   | 66   | 64   | 72   | 40   | 37   | 26   | 15   | 12   | 12   | 11   | 13   |
| Počet domů     | 10   | 11   | 6    | 11   | 12   | 12   | 13   | 10   | 10   | 7    | 6    | 6    | 7    | 8    | 9    |

## Obecní správa
Při sčítání lidu v letech 1869–1950 Doubravice byla samostatnou obcí, se kterým patřila nejprve do okresu Kralovice, ale v roce 1950 v okrese Plasy. Od roku 1960 je částí obce Nečtiny v okrese Plzeň-sever. V letech 1869–1950 k obci patřily Lešovice.

## Pamětihodnosti
Na svažité návsi se kromě dvou rybníčků nachází obdélná kaple svaté Anny. V její dřevěné věžičce býval zvonek. V kruhové vsi jsou některé z domů částečně dřevěné se zbytky hrázděných štítů. V Doubravici i jejím okolí je řada drobných litinových a kovaných křížků z 19. a počátku 20. století, v polích je také pomníček padlým v první světové válce.

## Galerie

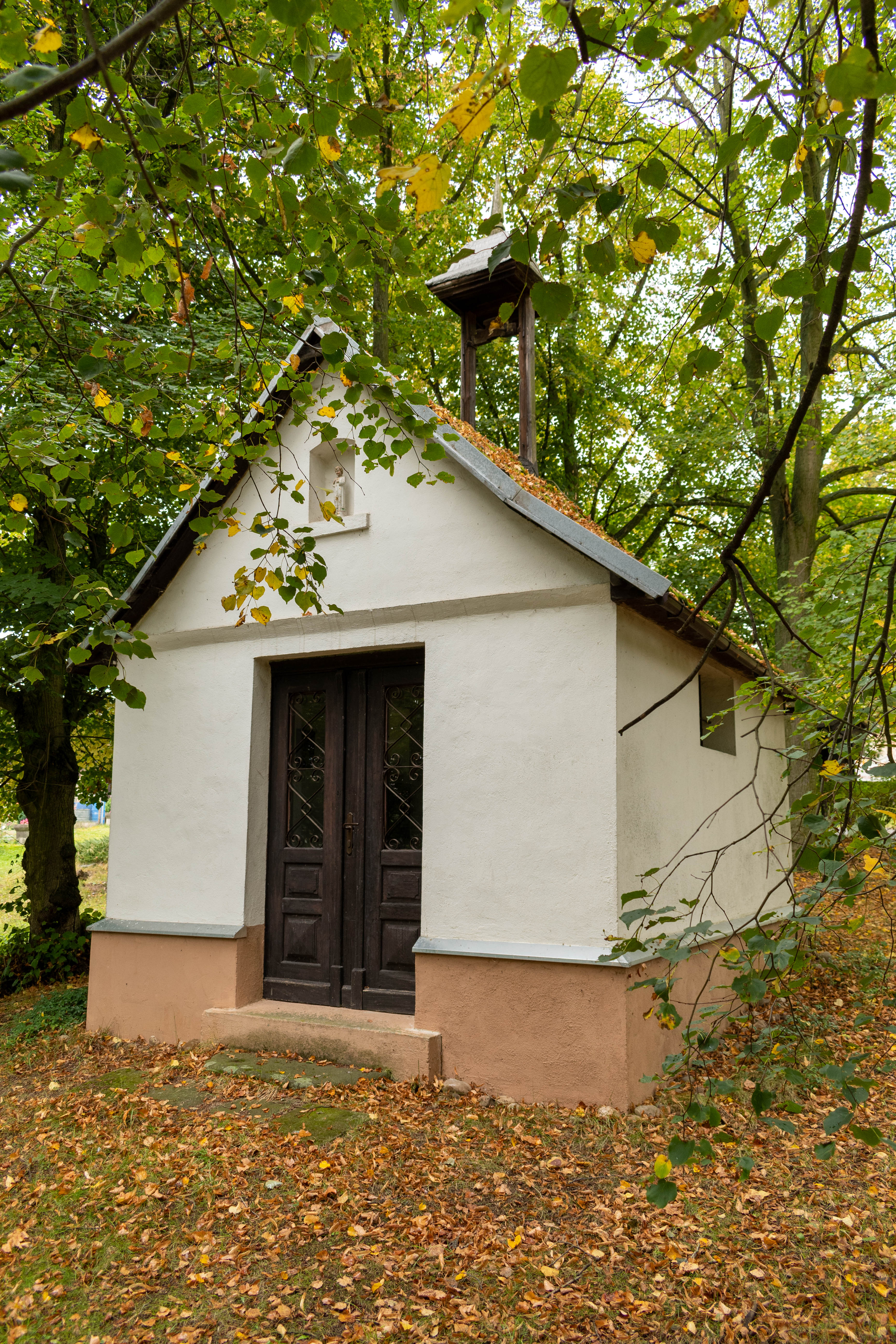
Kaple svaté Anny
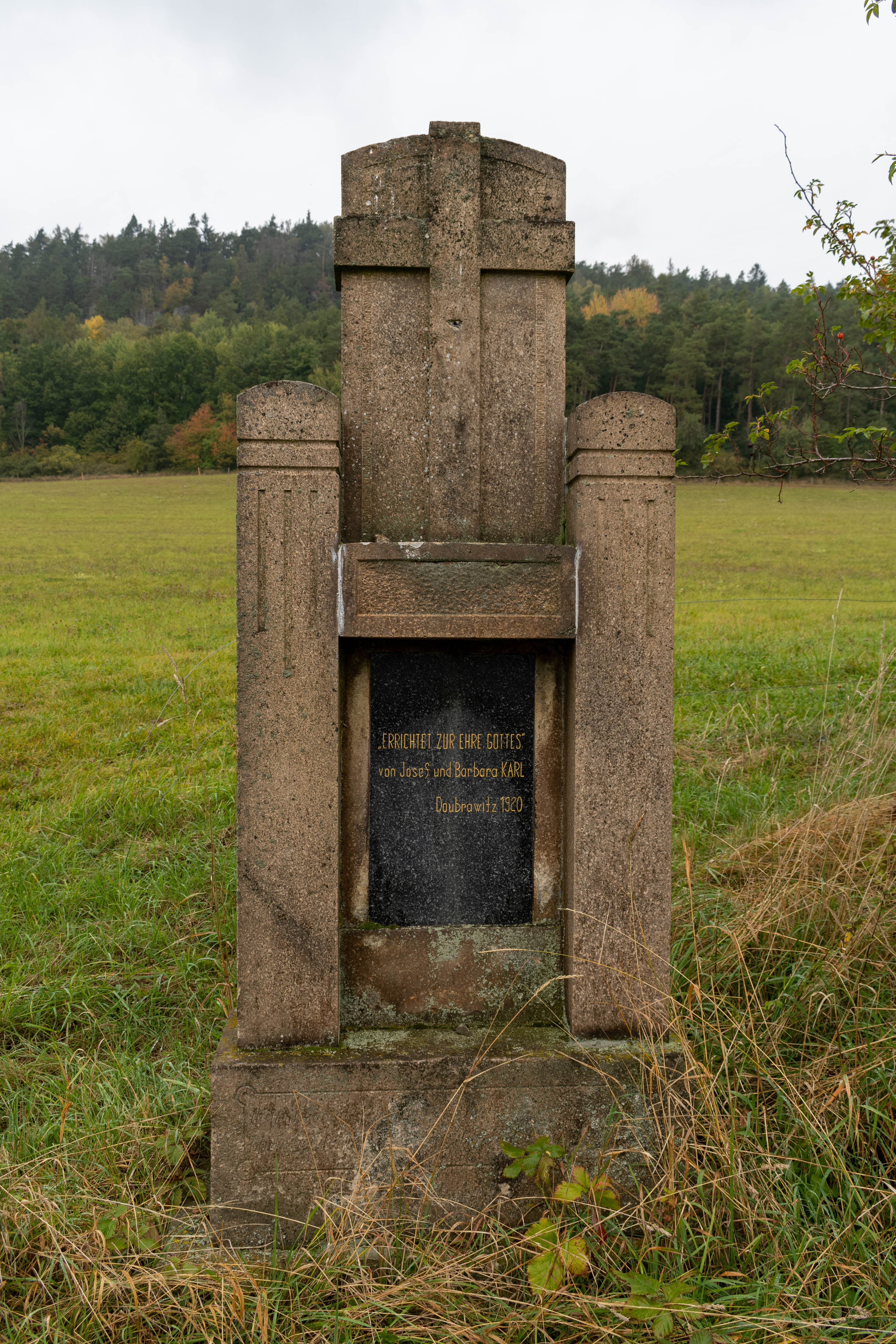
Pamětní kříž u vesnice
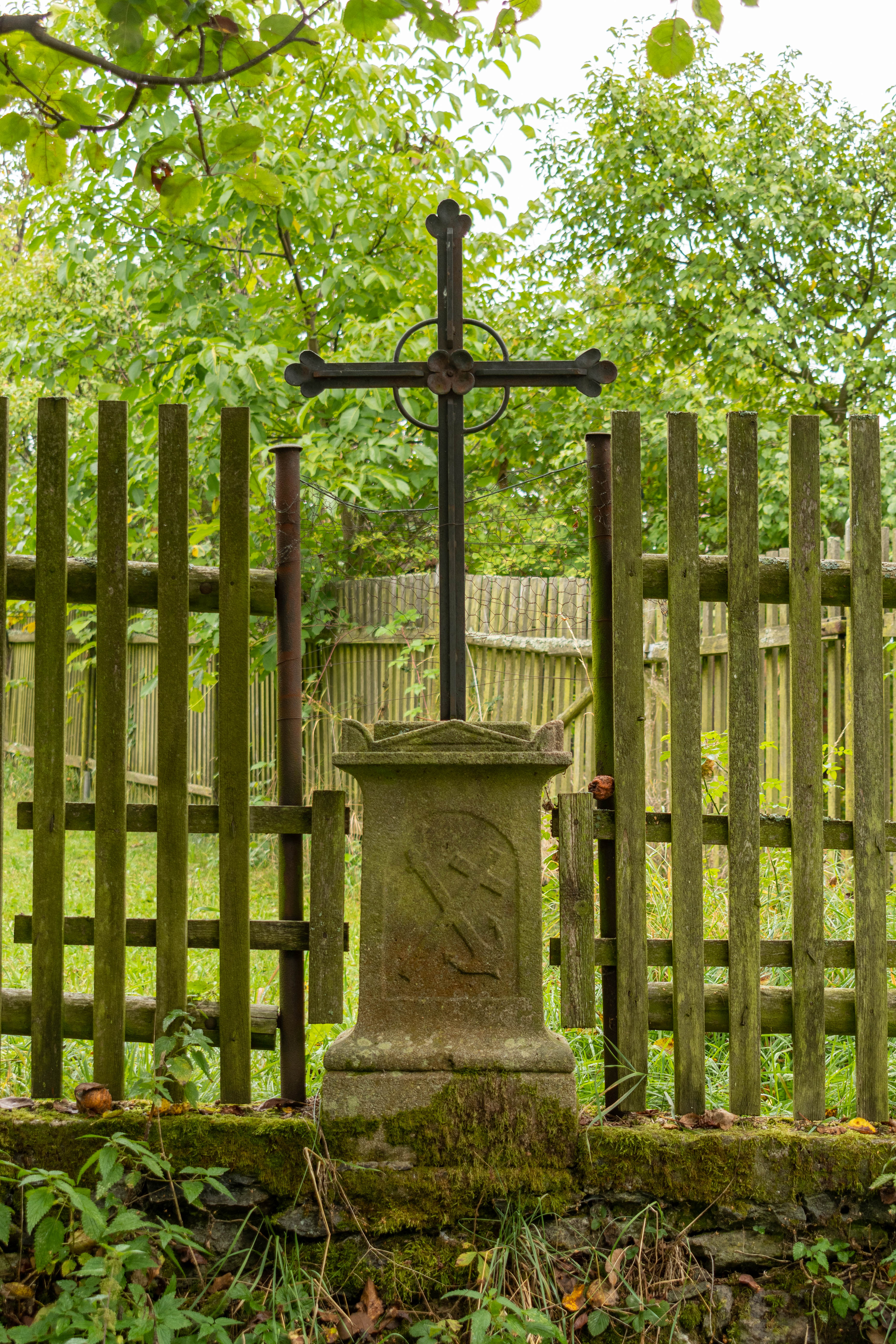
Kříž ve vsi